# Jamal al-Din al-Afghani
Sayed Jamalludin Afghani (Pasjtoe: سيد جمال الدين افغاني), ook bekend als Seyyed Jamal ed-Din Asadabadi (Perzisch: سید جمال‌‌الدین اسد‌آبادی) (Shair Garh, district Asadabad, provincie Kunar, Afghanistan), 1838 – Istanboel, Ottomaanse Rijk, 9 maart 1897) was een belangrijke strijder voor hervormingen binnen de islamitische wereld. Hij ligt sinds 1944 begraven in Afghanistan.

## Levensloop
Hij wordt gezien als de grondlegger van het moderne pan-islamisme. Volgens sommigen beschouwde hij de islam niet als een religie, maar meer als een beschaving. Toch zag hij de islam wel degelijk als een dynamisch geloof, dat echter door de middeleeuwse islam gecorrumpeerd was en los geraakt van de authentieke leer. Enerzijds diende de islam zich te moderniseren en het geloof in de oorspronkelijke islam was daarvoor essentieel. Door zijn contacten met Indiase moslims geloofde hij dat mensen door hun verstand van nature kennis van God hebben. Enerzijds was hij een rationele modernist, die onder de indruk was van de westerse vooruitgang, anderzijds was hij ook al een voorloper van het salafisme in zijn wens weerstand te kunnen bieden aan het oprukkende westen en daarvoor te putten uit de islam zelf.

## Politieke boodschap
Zijn politieke boodschap kwam erop neer dat de moslims zich via het pan-islamisme moesten verenigen om zo het kolonialisme te kunnen weerstaan.

## Volwassen leven
Tussen 1871 en 1879 leefde hij in Egypte, waar onder andere Mohammed Abdoe een volgeling van hem werd. In 1879 werd hij verbannen en vertrok naar India en later naar Parijs. In Parijs gaf hij samen met een andere modernist, Mohammed Abdoeh een radicaal tijdschrift uit (al-Urwa al-Wuthqa ofwel De Sterkste Band) waarin werd opgeroepen tot revolutie tegen de koloniale overheersers en tot sociale hervorming. Deze poging tot oprichting van een pan-islamistische beweging mislukte maar was wel invloedrijk in met name Britse koloniën als Egypte en India. Het vormde de start van de politieke islam. Later ging hij naar Perzië, waar hij adviseur werd van de sjah, maar ook hier werd hij (in 1891) verbannen.
Op dat moment werd hij door sultan Abdul Hamid II van het Ottomaanse Rijk gevraagd naar Istanboel te komen om de panislamistische ambities van de sultan waar te maken.
Hij bleef tot zijn dood in 1897 aan het hof van de sultan, waar hij min of meer als gevangene verbleef.

## Werken
- The Refutation of the Materialists (al-Radd ‘ala al-dahriyyin), Beiroet, 1886 (De Weerlegging van de Materialisten) wordt gezien als zijn belangrijkste werk.
- Truth about the Neichari Sect and an Explanation of the Necharis (Hakikat-i Madhhab-i Naychari wa Bayan-i Hal-i Naychariyan), Hyderabad, 1881.

## Dood en erfenis
Jamalludin Afghaan overleed op 9 maart 1897 in Istanboel en werd ook daar begraven. In 1944 werden zijn overblijfselen op verzoek van de Afghaanse regering overgebracht naar Afghanistan en op het terrein van de Universiteit van Kabul in een voor hem opgericht mausoleum herbegraven.